# Jamesia phileta
Jamesia phileta är en skalbaggsart som beskrevs av Dillon 1945. Jamesia phileta ingår i släktet Jamesia och familjen långhorningar. Inga underarter finns listade i Catalogue of Life.